# Театр Олімпія (Нью-Йорк)
Театр Олімпія (англ. Olympia Theatre, 1514-16 на 44 Бродвей Стріт), також відомий як Олімпія Гаммерштейна (англ. Hammerstein's Olympia), був театральним комплексом, побудованим імпресаріо Оскаром Хаммерштейном I на площі Лонгакре (пізніше Таймс-сквер) у місті Нью-Йорк. У 1895 році відбулося його відкриття. Театральний комплекс складався власне з театру, музичної зали, концертної зали та відкритої тераси на даху. Пізніше його стали назвати Нью-Йоркським театром та Лоєвим Нью-Йорком.

## Історія
За даними газети The New York Times, Олімпія була «масивною сірою кам'яною спорудою» і займала 62 метри на площі Лонгакре, 32 метри по 45 Стріт та 31 метр по 44-й Стріт. Вона була виготовлена з вапняку з Індіани, мала величний фасад та її дизайн був розроблений за стилем французького Ренесансу. Його розробили Дж. МакЕлфатрік разом із своїм сином.
Її відкриття відбулося 25 листопада 1895 року, а на концерті, приуроченому відкриттю театру, виступили понад 30 виконавців з Європи. Це був другий театр, який відкрився у зараз вже відомому Театральному районі. Першим був Театр Імперії розташований на південно-східному розі 40-ї Стріт та Бродвею. Пізніше Олімпія була названа Нью-Йоркським театром і Лоєвим Нью-Йорком.
У 1935 році архітектори Томас Ламб та Юджин Дероза модернізували споруду. У історичних джерелах немає точних даних про зміни які відбулися з театром: чи були знесені та відновлені деякі будівлі комплексу чи взагалі усі, або ж деякі корпуси були перероблені для побудови нічного клубу / танцювальної зали, Міжнародного казино та Театру Criterion, кінотеатру.
У 1988 році The Criterion був перетворений на живий театр, «Сценічний центр права», а з 1991 по 1999 р. приміщення передали в оренду театральній компанії «Roundabout», відомій неприбутковій театральній компанії. До відомих творів, які були поставлені у цьому театрі на той час, відносять відновлену виставу Юджина Онілса Анна Крісті у 1993 році (з участю Ліама Нісона і Наташею Річардсон, які дебютували на Бродвеї), і в 1995 році відновлена вистава Стефана Сондхайма «Компанія».

## Теперішнє використання
У 2000 році компанія Toys R Us планувала витратити приблизно 35 мільйонів доларів на будівництво основного магазину на місці старого театру Олімпії (Бродвей 1514—1520). Новий магазин був розроблений як пропозиція «відновитися як кращий роздрібний продавец у іграшковій галузі», і він мав би 60-футове колесо Ferris Wheel. Після закінчення терміну його оренди 30 грудня 2015 року компанія Toys R Us зачинилася. Це рішення було пов'язано насамперед із збільшенням вартості нерухомості на Таймс-сквер, що збільшило б оренду від 12 мільйонів доларів до більше ніж 42 мільйонів доларів на рік. У червні 2015 року Gap Inc. підписала договір оренди і, як очікувалося, відкриє магазини своїх брендів Gap та Old Navy у 2017 році. Разом магазини Gap та Old Navy складатимуть 62 000 квадратних футів магазину на площі 100 000 квадратних футів. У липні 2016 року під час будівництва основного магазину «Gap and Old Navy» були знайдені залишки оригінального театру «Олімпія».